# Klimafarming
Klimafarming (englisch climate farming) nennt sich ein stark auf den Einsatz von Pflanzenkohle fokussierendes Konzept des Carbon Farming, das durch den Einsatz moderner landwirtschaftlicher Methoden für die Reduktion klimaschädlicher Gase in der Erdatmosphäre sorgen will. Beim Klimafarming werden Sekundärkulturen und ökologische Ausgleichsflächen angelegt, um die auf diesen Flächen anfallende Biomasse zur Herstellung von Energie und Biokohle sowie zur Vermehrung des Humusgehaltes im Boden einzusetzen. Die damit verbundene Kohlenstoffbindung im Boden wird in verschiedenen Forschungsvorhaben wissenschaftlich untersucht.

## Forschungsstand

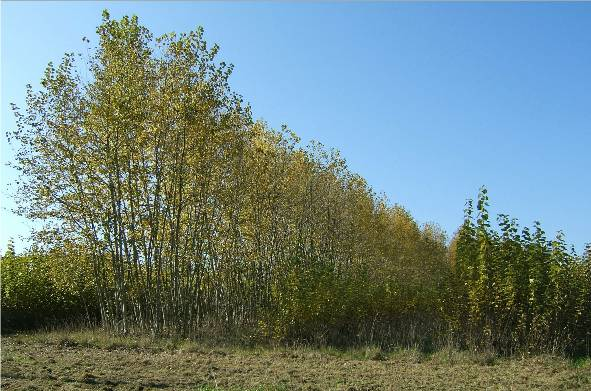
Anbau von Hybrid-Pappeln als Energieholz in einer Kurzumtriebsplantage

Als relevante klimaschädliche Gase in der Landwirtschaft gelten Kohlenstoffdioxid (CO2), Methan (CH4) und Distickstoffoxid (N2O). Methan entsteht vor allem beim Reisanbau und in der Viehzucht, aber auch bei der Verrottung von Biomasse zum Beispiel im Mist. Distickstoffoxid (auch Lachgas genannt) wird durch Stickstoffdünger freigesetzt. Sehr viel Kohlenstoffdioxid entsteht bei der Wald- und Brandrodung.
Wie viel Kohlenstoffdioxid bei der Bewirtschaftung zum Beispiel beim Ackerbau im Boden verbleibt, hängt von der Bilanz der Kohlenstoffeinträge in den Boden (z. B. durch Ernterückstände wie Stoppeln oder Wurzeln, oder Hofdünger wie Mist) und der Kohlenstoffverluste aus dem Boden (meist durch Atmung, verstärkt durch Bodenstörungen) ab. Im Boden findet ein ständiger Abbau und Aufbau von Humus statt. In einem stabilen Ökosystem (zum Beispiel Wald, altes Grünland) halten sich beide Vorgänge die Waage, d. h. der Humusgehalt verändert sich kaum. Am Lehrstuhl für Forstliche Wirtschaftslehre, Fakultät für Wirtschaftswissenschaften, Technische Universität München, wurde 2016 im Rahmen einer Dissertation die Kohlenstoffbindung in Kamerun bei der Waldbewirtschaftung untersucht. Weitere Untersuchungen zur Kohlenstoffspeicherung erfolgen seit vielen Jahren auch am Lehrstuhl für Bodenkunde, Wissenschaftszentrum Weihenstephan für Ernährung, Landnutzung und Umwelt, Technische Universität München.
Beim Anbau von Energiepflanzen geht es darum, möglichst viel Biomasse zu gewinnen, die dann energetisch verwertet werden soll. Dabei ist die Verminderung des Kohlenstoffdioxid-Ausstoßes  zur Verminderung des Treibhauseffektes ein wichtiger Faktor. Die Klimawirksamkeit des Anbaus und der Nutzung von Energiepflanzen wird kontrovers diskutiert. Neben der CO2-Ersparnis durch Nutzung nachwachsender Rohstoffe müssen die Klimabilanzen des Ackerbaus auch die klimarelevanten Emissionen von Lachgas N2O berücksichtigen, das vor allem bei stickstoffgedüngten Ackerkulturen entsteht.

## Tiefpflügen
Zum Tiefpflügen gibt es Studien aus Deutschland und Neuseeland, die zeigen, dass die Verlagerung von nicht leicht abbaubarem Kohlenstoff in größere Tiefen des Bodens, wo er aufgrund längerer Verweilzeiten gespeichert wird, einen Beitrag liefern kann. Die Anwendung auf 5000 ha Boden bietet im Rahmen der CO2-Sequestrierung ein jährliches Potential von 15,4 Mio. t CO2 über 20 Jahre; dies entspricht einem jährlichen Potential von 770 kt CO2 pro Jahr.
Bei manchen Böden besteht jedoch die Gefahr, dass eine bestehende Humusschicht zerstört wird, was sich nachteilig auf die Bodenfruchtbarkeit auswirkt.

## Verwendung von Biokohle
Biokohle kann durch Pyrolyse organischer Grundmaterialien wie Holz, Stroh, Weintrester, Grünschnitt, aber auch Mist, Klärschlamm oder Küchenabfällen gewonnen werden. Zunächst erfolgt die Trocknung der Biomasse, die dann unter Sauerstoffausschluss auf Temperaturen von 400 bis 800 Grad erhitzt wird, wobei die langkettigen Kohlenstoffverbindungen der organischen Zellen zerbrochen werden. Dabei entstehen Synthesegase und bis zu 40 % Biokohle, deren Konsistenz der von normaler Grillkohle entspricht. Mittels gesteuerter Schwelkammern und dem Flox-Verfahren können die energiereichen Synthesegase schadstoffarm verbrannt werden. Die dabei entstehende Abwärme lässt sich zu Heizzwecken nutzen oder über Kraft-Wärme-Kopplung in Elektrizität umwandeln.
In dem im Oktober 2018 veröffentlichten Sonderbericht 1,5 °C globale Erwärmung wurde Pflanzenkohle erstmals vom IPCC als eine vielversprechende Negative Emissionstechnologie (NET) erwähnt. Untersuchungen zur Klimawirkung der Erzeugung und Verwendung von Pflanzenkohle stehen im Vergleich zu anderen NET jedoch im Hintergrund. Bei der letzten Weltklimakonferenz in Katowice, Dezember 2018, gab es keinen Entscheid, derartige Sequestrierungen in einen globalen Kohlenstoffhandel einzubinden.

### Klimabilanz der Biokohle
Biologische Reststoffe wie Grünschnitt, Trester oder Mist werden üblicherweise entweder durch Kompostierung oder durch Verrottung genutzt. Arbeitet man die Biokohle in den Erdboden ein, entzieht man der Atmosphäre dauerhaft Kohlenstoff, der somit nicht mehr zur globalen Erwärmung beitragen kann.
Da zudem die Energie des Synthesegases zur Elektrizitätsgewinnung eingesetzt werden kann und somit fossile Brennstoffe ersetzt, ist die Klimabilanz bei der Pyrolyse von biologischen Reststoffen im Vergleich zu deren bloßer Verrottung nahezu 95 % klimapositiv.
In Anbetracht der Knappheit der sinnvoll einzusetzenden Biomasse für die Verkohlung besteht bei einer breiten Anwendung – und womöglich Förderung – der Pyrolyse das Risiko, dass wertvolle Holzbestände oder gar kontaminierte verschwelbare Abfälle dabei eingesetzt werden.

### Bodenverbesserung durch Biokohle-Eintrag
Der Bodeneintrag von Biokohle ist nicht nur unter klimapolitischen Erwägungen interessant, sondern auch agronomisch. In entsprechenden wissenschaftlichen Untersuchungen konnten folgende Vorteile für die Bodenkultur nachgewiesen werden:
- Verbesserung des Wasserspeichervermögens, wodurch Einsparungen bei künstlicher Bewässerung und Neubepflanzungen von Trockengebieten möglich werden
- Zunahme der Wurzelmykhorrizen für eine verbesserte Mineralstoffaufnahme
- Höhere Bodendurchlüftung und somit Reduktion der Methan- und Lachgas-Emissionen
- Verbesserung der Kationen-Austausch-Kapazität für den Stoffhaushalt der Pflanzen

Je nach angebauter Kultur werden zwischen 10 und 120 t Biokohle pro Hektar in den Boden eingetragen, womit das Äquivalent von 36 bis 440 t CO2 pro Hektar gebunden werden. Würde zudem ein Teil der aus Biomasse hergestellten Biokohle zur Gewinnung von Elektrizität verwendet und die landwirtschaftlichen Maschinen weitestgehend auf Strom- und Akku-Betrieb umgestellt, wäre die Landwirtschaft nicht mehr wie bisher für 14 % der klimaschädigenden Emissionen verantwortlich, sondern würde klimapositiv wirtschaften.
Das deutsche Umweltbundesamt (UBA) und die Bundesanstalt für Geowissenschaften und Rohstoffe (BGR) warnen angesichts der Vielzahl der Ausgangsstoffe, Herstellungsverfahren und Anwendungsbereiche vor potenziellen Risiken bezüglich der Wirkungen auf Böden und Kulturpflanzen. Das deutsche UBA empfahl im Jahr 2016 weitere systematische Untersuchungen sowie die Etablierung eines Zertifizierungssystems.

## Nicht-landwirtschaftliche Anwendungsfelder
Die Pyrolyse kann zudem höchst effizient in der Reststoffverwertung eingesetzt werden. So lassen sich sowohl Klärschlämme zu Biokohle und Energie pyrolysieren, als auch Reststoffe von Biogasanlagen, Pressreste aus der Sonnenblumenöl-, Rapsöl- oder Olivenölherstellung, sowie Gärreste aus der Bioethanolherstellung. Auch in Ergänzung von Müllverbrennungsanlagen ist der Pyrolyseeinsatz möglich. Auch wenn die Biokohlen aus Klärschlammen oder aus der Abfallentsorgung nicht für die Verbesserung landwirtschaftlicher Böden eingesetzt werden können, so ließe sich die Biokohle gleichwohl in alten Bergwerken dauerhaft lagern, wo sie Karbonsenken bilden.